# Petrivka (oblast de Donetsk)
Petrivka (en ukrainien: Петрівка; en russe: Петровка, Petrovka) est une commune de type urbain située en Ukraine dans l'oblast de Donetsk et le raïon de Bakhmout. Elle comptait 1 117 habitants au recensement de 2013.

## Géographie
Cette localité du Donbass appartient au conseil municipal de Chtcherbynivka situé à 2 km au nord, qui est une partie de la ville de Toretsk. Petrivka se trouve à 5 km au sud-ouest du centre-ville de Toretsk et à 47 km au nord de Donetsk. La commune est traversée par la rivière Krivyï Torets, et fait face à la commune urbaine de Chtcherbynivka, sur l'autre rive de la rivière.

## Histoire
Le village de Petrova est acheté en 1794 par Fiodor Karpovitch Foursov des mains du général-en-chef Piotr Bogdanovitch Passek. En 1795, le village de Petrova comprenait 234 Zaporogues transférés ici en 1782 par le général Passek des environs de Vovtchansk et 467 Petits-Russiens.
C'était un village important avant la Première Guerre mondiale, puisque sa population était d'environ 2 000 habitants. Il a reçu son statut de localité de type urbain en 1964.